# آندرس آندرسن (کشتی‌گیر)
آندرس آندرسن (دانمارکی: Anders Andersen; ۲۶ اکتبر ۱۸۸۱ – ۱۹ فوریهٔ ۱۹۶۱) کشتی‌گیر اهل دانمارک بود.